# Sindicat Lliure de Treballadors d'Alemanya
El Freie Arbeiter-Union Deutschlands, FAUD, (català: Sindicat Lliure de Treballadors d'Alemanya) va ser una entitat anarcosindicalista alemanya formada l'any 1919 com a escissió localista de la central sindical Freie Vereinigung Deutscher Gewerkschaft, FVdG (en català, Associació Lliure de Sindicats d'Alemanya). En 1921 comptava amb 150.000 afiliats als sectors de la construcció, fusta, mineria, indústria tèxtil, etc. En 1933, amb l'arribada de la dictadura fascista d'Adolf Hitler, el sindicat va ser dissolt i il·legalitzat.
L'època més activa va ser de 1919 a 1923. En 1923 el 40% de combatents a la guerra del Ruhr pertanyien al FAUD. A partir de 1933 van combatre el règim de Hitler a la clandestinitat. També alguns dels seus membres van anar a Barcelona en 1936 per a lluitar a la Guerra Civil Espanyola contra els feixistes.
En 1977 a Alemanya es va fundar el Sindicat Lliure de Treballadors, FAU (en alemany, Freie Arbeiter-Union), amb la mateixa filosofia que el FAUD i encara actiu avui en dia.